# Parelliho metoda
Parelliho metoda je metoda výcviku koně. Slouží k usnadnení výcviku koně metodou tzv. napojení, kdy cvičitel – člověk koně cvičí přirozenou metodou která je pro koně jednoznačně nejlepší metoda pro výcvik a docílí u koně zájem o vztah – družbu (kůň je ochotný člověka následovat a je ochotnější a jistější). Pro koně je tato metoda mnohem příjemnější a zábavnější než např. anglické ježdění.